# Беатрис Бобадилья (маркиза де Мойя)
Беатрис де Бобадилья (около 1440, Медина-дель-Кампо — 17 января 1511, Мадрид) — кастильская дворянка, маркиза Мойя, советник и приближенная королевы Изабеллы I Кастильской.

## Биография
Дочь Педро де Бобадилья и Марии Мальдонадо. С самого раннего возраста она находилась на службе у будущей королевы Изабеллы. Предполагалось, что контакт между ними начался, когда еще инфанта еще проживала в Аревало, а отец Беатрис был алькайдом крепости, хотя никаких документальных свидетельств найдено не было, хотя Альфонсо де Паленсия упоминает об этом в своих «Хрониках Энрике IV». Она вышла замуж за Андреса Кабреру, видного деятеля при дворе Энрике IV, у которого она была старшим официантом, от которого у нее будет девять детей. В 1480 году королева Изабелла пожаловала Андресу Кабребе маркизат Мойя и сеньорию Чинчон. Его присутствие при дворе было постоянным, достигнув в нем большого влияния. Во время войны против Гранадского эмирата, при осаде Малаги, подверглась нападению врага с ножами, принявшего её за королеву, не будучи раненой, так как ножи не пробивали её одежду. Королева Изабелла Католичка просила Бога спасти жизнь Беатрис. Беатрис де Бобадилья выздоровела и пережила ножевые ранения, нанесенные противником.
После смерти Изабеллы Католички и отъезда Фердинанда II в Арагон Андрес и Беатрис оставили двор и передали Алькасар Хуану Мануэлю, сеньору Бельмонте, на службу Филиппа Красивого. Хотя Фердинанд вернулся в качестве регента, они не вернулись ко двору из-за преклонного возраста. Он умер в Вилья-де-Мадрид в возрасте 70 лет, что по тем временам было значительным событием.
Её останки лежат в церкви-пантеоне маркизов Мойя де Карбонерас-де-Гуадасаон вместе с останками её мужа Андреса Кабреры. Здание находится в частной собственности и находится в полуразрушенном состоянии.

## Потомки
В браке Андреса и Беатрис родилось девять детей, и они основали два поместья в Мойе и Чинчоне:
- Педро де Кабрера-и-Бобадилья умер молодым.
- Хуан Перес де Кабрера-и-Бобадилья, 2-й маркиз Мойя, женат на Ане де Мендоса, дочери Диего Уртадо де Мендоса, 1-го герцога дель Инфантадо
- Фернандо де Кабрера-и-Бобадилья (+ 1521), 1-й граф Чинчон, женился на Терезе де ла Куэва-и-Толедо, дочери Франсиско Фернандеса де ла Куэва, 2-го герцога Альбуркерке, одним из их сыновей был Андрес де Кабрера-Бобадилья-и-де-ла-Куэва.
- Франсиско де Кабрера-и-Бобадилья (+ 1529), епископ Сьюдад-Родриго и Саламанки
- Диего де Кабрера-и-Бобадилья, рыцарь Ордена Калатравы, командор Вильяррубии и Суриты и, наконец, монах монастыря Санто-Доминго-де-Талавера-де-ла-Рейна (Толедо).
- Педро де Кабрера-и-Бобадилья, рыцарь Ордена Сантьяго, сначала религиозный доминиканец, а затем военный
- Мария де Кабрера-и-Бобадилья, вышла замуж за Педро Фернандеса Манрике-и-Виверо, 2-го графа Осорно
- Хуана де Кабрера-и-Бобадилья, замужем за Гарсией Фернандесом Манрике, 3-м графом Осорно.
- Изабель де Кабрера-и-Бобадилья, замужем за Диего Уртадо де Мендоса-и-Сильва, 1-м маркизом Каньете.

## В художественной литературе
Персонаж Беатрис де Бобадилья, которого играет Айноа Сантамария, появляется в телесериале «Изабелла».